# Since U Been Gone
„Since U Been Gone” cel de-al doilea single extras de pe cel de-al doilea album al cântăreței americane Kelly Clarkson, intitulat Breakaway. A fost lansat pe durata ultimei părți a anului 2004. 
Cântecul a fost aranjat muzical și mixat de Serban Ghenea. Melodia a fost scrisă de către Dr. Luke și Max Martin inițial pentru Pink, care a refuzat-o, iar casa de discuri a lui Hilary Duff a vrut să o achiziționeze pentru ea, dar unele note erau prea înalte pentru vocea lui Duff. Cei doi scriitori au întâlnit-o pe Kelly în Suedia, unde era într-o călătorie. În acea perioadă, ultimele două single-uri de pe albumul Thankful nu aveau foarte mult succes în topuri, iar din această pricină Clarkson a decis să preia inițiativa și să accepte melodia. Textul său amintește de o relație nereușită în care protagonista descrie ușurarea pe care o simte după această despărțire.
O mare parte a melodiei reasamblează pe Barely Legal, cea a trupei The Strokes. Textierii au admis că au fost influențați puternic de aceasta când au compus-o.
Single-ul a avut un mare succes de-a lungul anului 2005 și a fost una dintre primele melodii ale lui Kelly care a avut, pe lângă succes în S.U.A. și în unele părți din Europa. Since U Been Gone a contribuit la câștigarea unui premiu Grammy la categoria Cea mai bună voce pop feminină.

## Videoclip
Videoclipul single-ului o arată pe Kelly în apartamentul unui presupus fost-iubit, în care se uită la câteva bunuri personale, pe care le distruge mai târziu. În acest videoclip sunt inserate cadre în care Brianne cântă energic alături de formația sa. În finalul său este surprins iubitul său care vine cu o altă femeie în propriul apartament, pe care îl găsește ruinat. Clipul a câștigat două premii în cadrul galei 2005 MTV Video Music Awards la categoriile "Cel mai Bun Videoclip al Unei Artiste" și "Cel Mai Bun Videoclip Pop".

## Lista melodiilor
U.S. remixes EP (numai în format digital)
Lansat pe 22 martie 2005.
1. "Since U Been Gone" (Jason Nevins Rock Da Club Edit)
2. "Since U Been Gone" (Jason Nevins Ambient Candlelight Mix)
3. "Since U Been Gone" (Jason Nevins Mixshow)
4. "Since U Been Gone" (Jason Nevins Club)
5. "Since U Been Gone" (Jason Nevins Dub)
6. "Since U Been Gone" (Jason Nevins Radio Edit Instrumental)
7. "Since U Been Gone" (Jason Nevins Radio Edit Acapella)
8. "Since U Been Gone" (Jason Nevins Reprise)

## Pozițiile ocupate în clasamente
| Clasamentul (2005)                         | Poziția maximă ocupată |
| ------------------------------------------ | ---------------------- |
| Australian ARIA Singles Chart              | 3                      |
| Austria Singles Chart                      | 3                      |
| Belgium Singles Chart                      | 22                     |
| Canadian BDS Airplay Chart                 | 1                      |
| Dutch Top 40                               | 4                      |
| German Singles Chart                       | 6                      |
| Indonesian Singles Chart                   | 1                      |
| Irish Singles Chart                        | 4                      |
| Italian Singles Chart                      | 35                     |
| New Zealand RIANZ Singles Chart            | 11                     |
| Norway Singles Chart                       | 9                      |
| Mexican Top 100 Singles Chart              | 11                     |
| Poland                                     | 1                      |
| South Africa                               | 1                      |
| Sweden Singles Chart                       | 16                     |
| Switzerland Singles Chart                  | 7                      |
| UK Singles Chart                           | 5                      |
| U.S. Billboard Hot 100                     | 2                      |
| U.S. Billboard Pop 100                     | 1                      |
| U.S. Billboard Top 40 Mainstream           | 1                      |
| U.S. Billboard Adult Top 40                | 2                      |
| U.S. Billboard Adult Contemporary          | 22                     |
| U.S. Billboard Hot Dance Music/Club Play 1 | 22                     |
| U.S. ARC Weekly Top 40                     | 1                      |
| United World Chart                         | 8                      |